# Болезнь Филдс
Болезнь Филдс — это состояние человеческого организма, при котором нарушается функционирование мышечной системы.

## История заболевания
Болезнь Филдс названа по фамилии двух девочек – Кэтрин и Кирсти Филдс. Впервые признаки заболевания были замечены, когда сестрам было около 4 лет. К 9 годам дети испытывали трудности при ходьбе, и чтобы помочь им были сделаны специальные рамы-ходунки. К 11 годам они уже не могли питаться самостоятельно. В возрасте 14 лет мышечные спазмы лишили их способности разговаривать. Болезненные ощущения стали постоянным спутником валлийских близняшек.
Болезнь Филдс относится к нервно-мышечным и сегодня недостаточно исследована, чтобы описать природу этого расстройства. Чтобы уточнить диагноз, а также изучить болезнь, врачами проведено множество тестов. В ходе обследования было выявлено, что болезнь поражает нервную систему и вызывает нейродегенерацию.
Нейродегенеративные заболевания – это группа патологий, в ходе которых происходит медленная гибель нервных клеток. Это вызывает нарушение движения, непроизвольное подергивание мышц, тремор. Заболевания данного генезиса могут проявляться в любом возрасте.
Врачи не обнаружили никаких причин, которые могли бы спровоцировать развитие заболевания у сестер Филдс. Сейчас девочкам чуть более 20 лет, они передвигаются в инвалидных колясках и нуждаются в уходе, т.к. большинство действий не могут выполнить самостоятельно. В настоящее время сестры Филдс живут с родителями под постоянным контролем специалистов. 

## Нейродегенеративные заболевания
Болезнь Филдс входит в перечень нервно-мышечных заболеваний миопатия. Они характеризуются отмиранием нервных клеток. Такие заболевания тяжело поддаются лечению.
Болезнь Филдс считается самой редкой в мире. В 90-х годах XX века впервые была обнаружена болезнь в Уэльсе. Всего на практике наблюдалось два пациента с подобными симптомами. Заболевание прогрессирует и симптомы становятся более выраженными.

## Лечение
В настоящее время ученые не разработали методы лечения заболевания. Нейродегенеративные болезни тяжело поддаются лечению. На данный момент специалисты не заинтересованы в изучении подобной проблематики единичного случая. Врачи не могут найти причины возникновения заболевания, но предполагают, что оно передается по наследству.